# San Francisco Golden Gate Gales
O San Francisco Golden Gate Gales foi um time de futebol com sede em San Francisco, Califórnia, EUA, que jogava na United Soccer Association . A liga era formada por equipes importadas de ligas estrangeiras. O clube de São Francisco era na verdade a estrutura do ADO Den Haag de Haia, na Holanda, nos Estados Unidos, treinado por Ernst Happel . A testádio deles era o Candlestick Park . 

## História
Quando uma equipe local foi estabelecida, eles deveriam ser treinados pelo jogador de futebol húngaro Ferenc Puskás . No entanto, após a temporada de 1967, os EUA se fundiram com a National Professional Soccer League para formar a North American Soccer League com as equipes dos ex-EUA tendo que criar suas listas do zero. Os Gales fecharam sua franquia para ceder ao Oakland Clippers e os proprietários compraram uma participação controladora no Vancouver Royals . 